# 東風平安度
東風平親方安度（こちんだうぇーかたあんど、？ - 1839年10月21日）は、琉球王国の官僚。唐名は毛惟新（もう　いしん）を名乗った。別名に、沢岻親方安度（たくしうぇーかたあんど）がある。
尚育王は即位に際し、1832年江戸に謝恩使を派遣した。この際東風平は副使に任命され、正使の豊見城王子朝春と共に江戸に派遣された。しかしながら、正使の豊見城が鹿児島で急死したため、讃議官として江戸上りに同行していた普天間朝典（兼城朝典としても知られる）を替え玉として正使の豊見城に仕立てて、江戸に向かった。一行は翌年に帰沖した。
1836年から1839年にかけては、三司官を務めた。